# Artemidor d'Ascaló
Artemidor d'Ascaló (en llatí Artemidorus, en grec antic Ἀρτεμίδωρος) va ser un historiador grec d'època desconeguda que va escriure una història de Bitínia. El menciona Esteve de Bizanci, i diu que era una de les persones més destacades d'Ascaló.